# Alessandro Longo
Alessandro Longo (Amantea, 31 dicembre 1864 – Napoli, 3 novembre 1945) è stato un compositore, pianista, musicologo e didatta italiano.

## Biografia
Figlio di Achille, insegnante di pianoforte, organista e compositore, fu dapprima allievo del padre e poi studiò al Conservatorio di San Pietro a Majella di Napoli con Beniamino Cesi (pianoforte) e Paolo Serrao (composizione), diplomandosi in pianoforte, organo e composizione. Negli anni Ottanta conobbe, tra gli altri, il pianista Pietro Boccaccini che aveva fatto parte del cenacolo romano di Franz Liszt e che era venuto a Napoli attirato dalla fama di cui godeva la scuola pianistica di Cesi. Dal 1897 fino al 1934, anno del suo collocamento a riposo, insegnò pianoforte nel Conservatorio napoletano, avendo tra i suoi allievi Franco Alfano, Tito Aprea, Lya De Barberiis, Paolo Denza, G. Laccetti, Antonino Votto e i suoi stessi figli Achille e Myriam.
Si impegnò intensamente per il rinnovamento della vita musicale napoletana in continuità con l'opera di Beniamino Cesi nel campo della didattica pianistica e di Giuseppe Martucci in quello della musica strumentale. Nel 1891 fondò il Circolo musicale "Domenico Scarlatti", musicista la cui riscoperta si deve in buona parte proprio alla sua opera di revisore ed editore (v. infra). Fu promotore e fondatore di importanti riviste musicali, come L'Arte Pianistica, che uscì dal 1914 al 1925, anno in cui divenne Vita musicale italiana, per cessare le pubblicazioni nel 1926.
Nel 1944, a dieci anni dal suo collocamento a riposo, fu nominato direttore ad interim del Conservatorio napoletano. Morì l'anno successivo.

## La riscoperta delle opere clavicembalistiche di Domenico Scarlatti
Tra le revisioni longhiane di musiche per pianoforte, va segnalata in particolare quella delle opere clavicembalistiche di Domenico Scarlatti, di cui il Maestro curò la prima edizione integrale - Opere complete per clavicembalo in 10 volumi e un supplemento - uscita a Milano negli anni 1906-1910, a cui aggiunse nel 1936 un Indice tematico. Per anni le sonate di Scarlatti sono state identificate, seguendo tale edizione, dalla sigla "L" seguita dal numero d'ordine, anche se i criteri adottati da Longo (gli "essercizi" di Scarlatti sono raggruppati in triadi arbitrarie, quasi a configurare i tre tempi di una sonata classica, senza tener conto della successione cronologica) appaiono superati ed oggi l'edizione critica di riferimento è quella di Ralph Kirkpatrick del 1953 e le opere scarlattiane vengono designate con una convenzione nota come "Kirkpatrick Numbers" (KN).

## L'attività didattica e i problemi della tecnica pianistica
L'insegnamento del pianoforte fu al centro dell'attività del Maestro, che sulle pagine della rivista L'Arte Pianistica scrisse diversi articoli sui problemi della tecnica pianistica e la cui produzione musicale, specialmente quella per pianoforte, fu in buona parte "motivata essenzialmente da scopi didattici". A lui si deve, tra l'altro, la nota raccolta di studi di Carl Czerny disposti in ordine progressivo di difficoltà intitolata Czernyana (10 fascicoli) e la Tecnica pianistica in 12 fascicoli.
Fedele all'impostazione digitale tradizionale, polemizzò vivacemente con i fautori della nuova tecnica fisiologica, come Mugellini, Steinhausen, Matthay, ma anche Brugnoli, sostenendo che la pretesa nuova tecnica era in realtà "vecchia quanto il mondo" in quanto tecnica appresa spontaneamente per imitazione ("chi insegna al piccolo bifolco quali muscoli deve utilizzare per manovrare la zappa? Il bifolco arriva da sé a tutto, imitando i bifolchi adulti").

## Il critico e il compositore
Nonostante fosse critico nei confronti della musica postwagneriana, Longo non ebbe un atteggiamento di chiusura verso autori innovativi come Debussy, Stravinskij, Ravel, Malipiero e Casella, ma "promosse concerti e dibattiti per far conoscere le musiche "più audaci" di tali autori, in particolare di Casella, cui, fra l'altro, era legato da profonda amicizia", pur non condividendone le posizioni e "ciò fu spesso motivo di accese polemiche (anche con il figlio Achille), che trovarono spazio nelle pagine delle riviste da lui dirette".
Tra le sue composizioni, si ricordano 300 musiche per pianoforte (Sonata, Fantasia e fuga, Tema con variazioni, Suites romantiche, Suites stile antico, Sarabanda e toccata, Romanza e novelletta), numerose composizioni di musica da camera (Quintetto per piano, 2 violini, viola e violoncello; Suite per piano); liriche per canto e pezzi scritti per un utilizzo didattico. Una buona parte della sua produzione musicale è rimasta manoscritta ed è conservata soprattutto nella biblioteca del Conservatorio napoletano.

## Opere

### Composizioni
- Suite romantica, op. 12
- Album lyrique, op. 16
- Nupitalia, suite di tre pezzi, op. 20
- 24 piccoli pezzi, op. 24
- Preludio e improvviso, op. 29
- Variazioni su un tema ungherese, op. 34
- 12 studi di terze, op. 35
- 24 piccoli studi di arpeggi, op. 37
- 24 pezzi caratteristici, op. 40
- 6 studi di seste, op. 42
- 40 studietti melodici, op. 43
- 6 studi d'ottava, op. 48
- Foglie d'autunno, op. 49
- Lirica, suite di quattro pezzi, op. 60
- 3 intermezzi, op. 61
- 18 pezzi originali, op. 74
- 30 studietti romantici, op. 80
- 24 preludietti, op. 81
- 48 piccoli preludi, op. 83
- 12 mosaici musicali

Pagine sparse
- Tecnica pianistica (in dodici fascicoli)
- Scale di terze e di seste
- sette sonate, op. 32, 36, 63, 66, 67, 70 e 72

per pianoforte a quattro mani
- Souvenir de l'enfance, op. 6
- Sérénade, op. 10
- 6 piccole suites, op. 38;

per due pianoforti
- Tema con variazioni, op. 30;
- 6 divertimenti facili, op. 39;

per arpa
- suite di tre pezzi, op. 47;
- Tema con variazioni, op. 50
- 6 pezzi, op. 51.

Musica da camera
- quintetto per archi e pianoforte, op. 3
- suite per violino e pianoforte, op. 33
- suite per violoncello e pianoforte, op. 44
- suite per viola e pianoforte, op. 53
- suite per clarinetto e pianoforte, op. 62
- suite per oboe e pianoforte, op. 63
- suite per flauto e pianoforte, op. 68
- suite per fagotto e pianoforte, op. 69

Musica vocale da camera
- Idillio di un anno, op. 41.

### Revisioni
- D. Scarlatti,Opere complete per clavicembalo (10 volumi e un supplemento), Milano 1906-10; Indice tematico, 1937.
- J.S. Bach, Il clavicembalo ben temperato, Milano 1923.
- J.S.Bach, Le Più Facili Composizioni, 12 piccoli pezzi

### Scritti
- Fronde sparse, Napoli 1912.
- D. Scarlatti e la sua figura nella storia della musica, Napoli, 1913.
- Symphonia, poemetto in terza rima; napoli, 1924.
- Saggi in periodici del tempo: Biblioteca d'oro, L'Arte pianistica (poi Vita musicale italiana), Matelda, Symphonia e altri.

## Discografia
- AA. VV. : "Musiche per oboe e pianoforte tra Ottocento e Novecento", Tactus, 2016  Luciano Franca, oboe, Filippo Pantieri, pianoforte storico (contiene la Suite per oboe e pianoforte op. 65)
- Alessandro Longo Piano Chamber Music -Idyllium- Quintetto pf e archi op.3 - Suite vl e pf op.33 - Suite Vlc e pf op. 44 - Roberto Galletto, pianoforte - Georg Monch, vl - Henry Domenico Durante vl - Michael Kornel, vla - Diego Roncalli, vlc